# Distrito de Huacchis

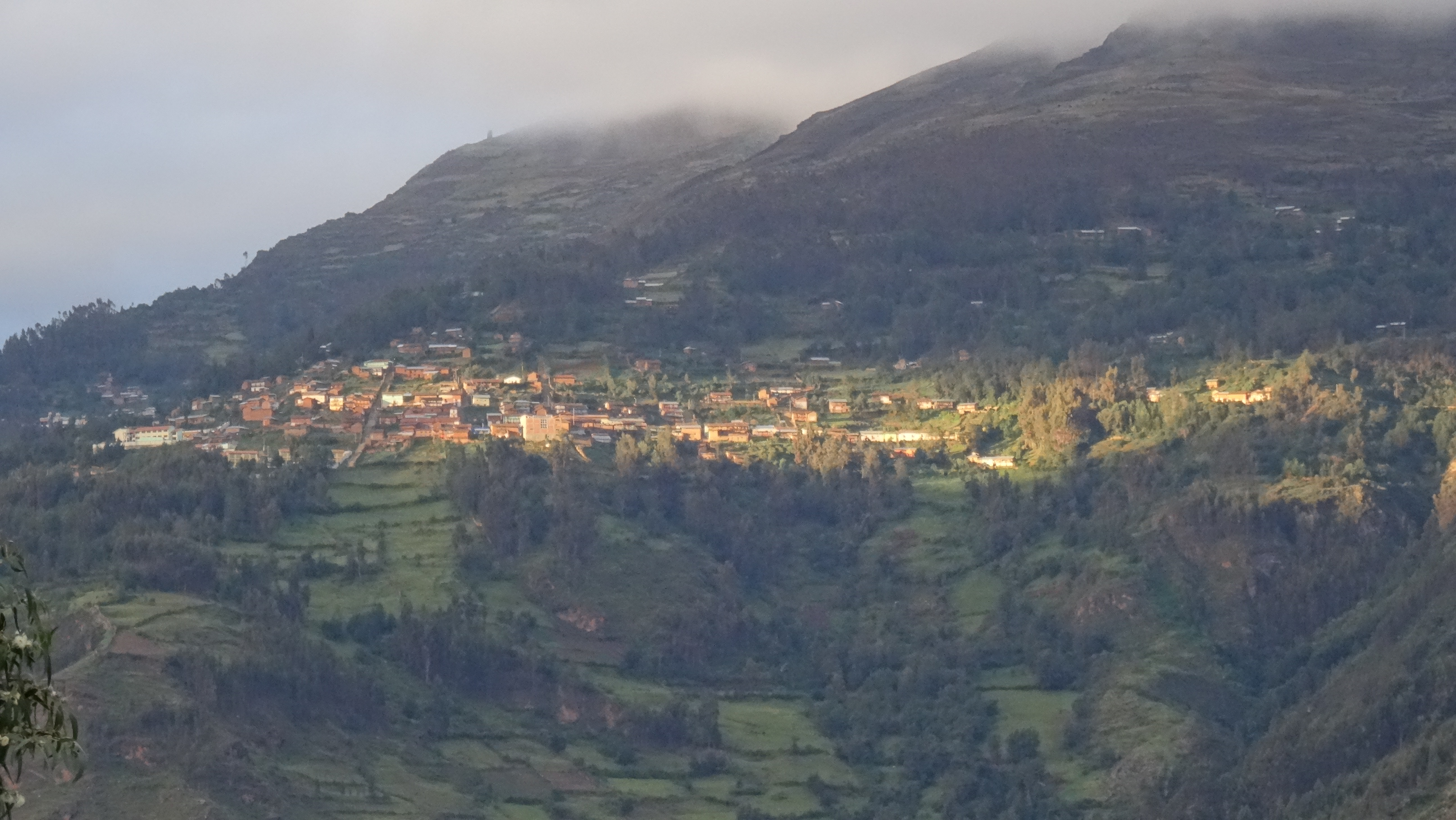
El C.P. de Huacchis, capital del distrito homónimo en tonalidad áurea, visto desde el poblado de Arancay.

El distrito de Huacchis es uno de los dieciséis que integran la provincia peruana de Huari ubicada en el Departamento de Ancash, bajo la administración del Gobierno regional de Ancash. en el Perú.

## Historia
El distrito fue creado por Ley N.º 12172 del 14 de diciembre de 1954, en la presidencia de Manuel A. Odría. Lo integraban el pueblo de Huacchis, el de Yanas, los centros poblados de San Pedro de Ichon, Rumichaca, Jahuán y Marcash y las haciendas de Manchuria y Alsacia, hoy convertidas en centros poblados desde 1969, por mandato de la Reforma Agraria, durante el gobierno del Presidente Juan Velasco Alvarado.

## Toponimia
El nombre de este pueblo procede del quechua Huaihuas: waktsiq = quien desparrama por aire frutos o semillas, ya desde el siglo XX, aun se esparce golosinas.

## Geografía
Tiene una superficie de 72,16 km². Limita por el noreste con el río Marañón y el departamento de departamento de Huánuco; por el sureste con el río Contán y el distrito de Rapayán; por el sur con el distrito de Singa del departamento de Huánuco; por el sur oeste con una serie de cerros que figuran en su ley de creación y el distrito de Anra; al oeste con el distrito de Paucas.

### Relieve e hidrografía
Localizado en la Sierra Oriental de Áncash su superficie es muy accidentado y sus límites definen una forma de costilla de cerdo. En el distrito se encuentra la laguna Tampush.

## Capital

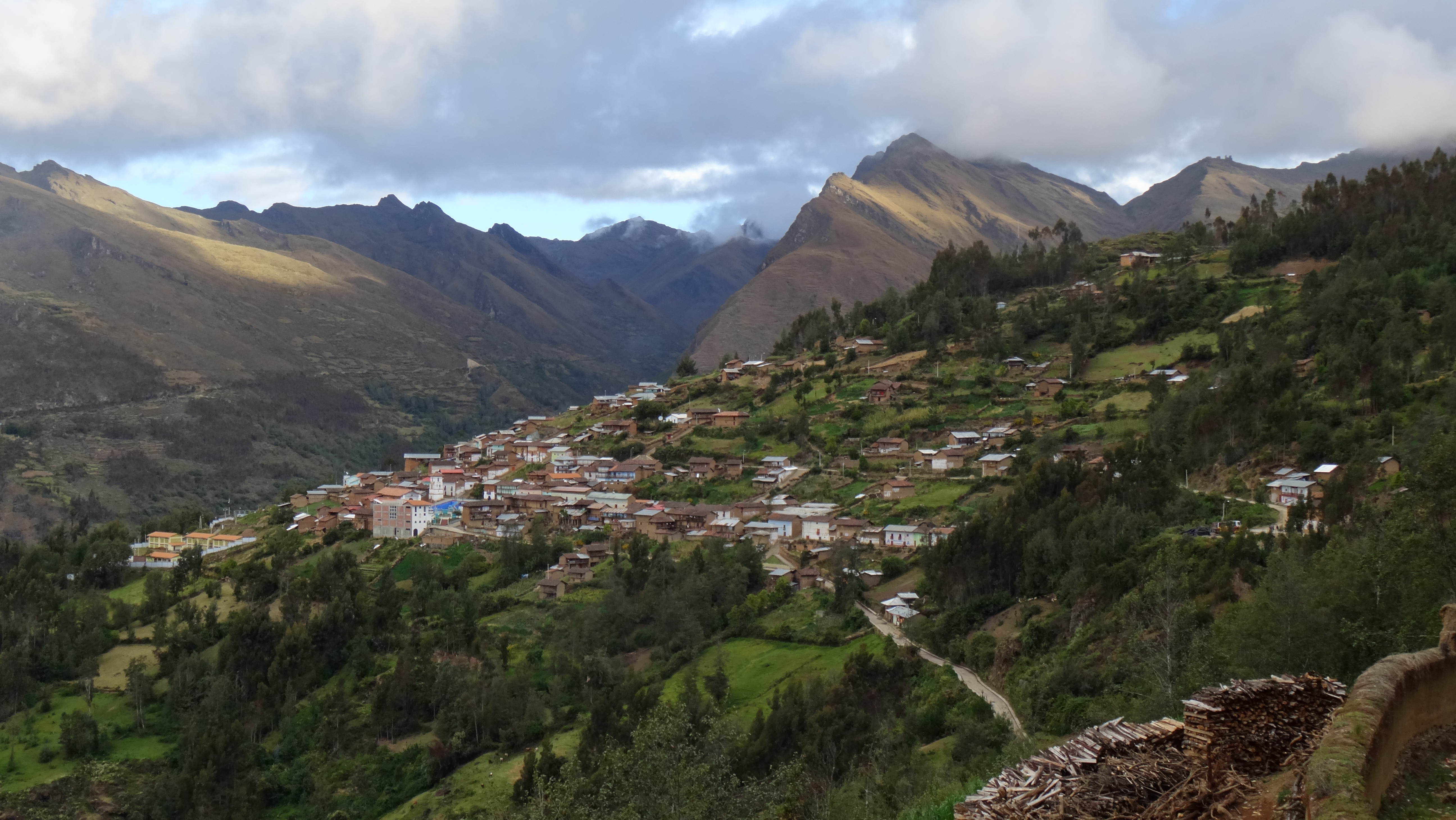
Pueblo de Huacchis, núcleo urbano y capital del distrito de Huacchis, visto desde la vía al poblado de San Pedro de Ichon.

La capital del distrito es el centro poblado del mismo nombre, ubicado a 3491 m s.n.m.

## Autoridades

### Autoridades municipales
- 2011-2014[2]
  - Alcalde: Nolberto Lenin Garrido Tello, del Partido Alianza para el Progreso (APEP).
  - Regidores: Rolando Behter Miranda Remigio (APEP), Abdías Arnao Alvarado (APEP), Oscar Rodrigo Jaimes Sánchez (APEP), Mirta Delgado Rojas (APEP), Antonio Rojas Garrido (Unión por el Perú).
- 2007-2010:
  - Alcalde: Serafín Pérez Remigio.